# Vigneux-de-Bretagne
Vigneux-de-Bretagne é uma comuna francesa na região administrativa do País do Loire, no departamento de Loire-Atlantique. Estende-se por uma área de 54.68 km². Em 2010 a comuna tinha 6 225 habitantes (densidade: 113,8 hab./km²).